# Sami Ristilä
Sami Ristilä (Valkeakoski, 15 agosto 1974) è un allenatore di calcio ed ex calciatore finlandese, di ruolo centrocampista.

## Carriera

### Calciatore
Ha iniziato la sua carriera da calciatore nell'Haka nel 1991.
Ha proseguito nel Zwolle e, in Finlandia, nel Jokerit e nel MyPa.
Successivamente è prima tornato a guidare l'Haka e poi è andato in Irlanda ad allenare il Drogheda United.

### Allenatore
Dal 2009 al 2012 ha allena la squadra FC Haka nella Veikkausliiga.
Dopo aver allenato il FC KTP per tre stagioni consecutive, nell'agosto 2016 ha firmato un contratto con lo Shamrock Rovers, entrando a far parte della gestione tecnica della squadra.

## Palmarès
- Veikkausliiga: 1

Haka: 2004
- League of Ireland: 1

Drogheda United: 2007
- FAI Cup: 1

Drogheda United: 2007
- Setanta Sports Cup: 2

Drogheda United: 2006, 2007